# Билини

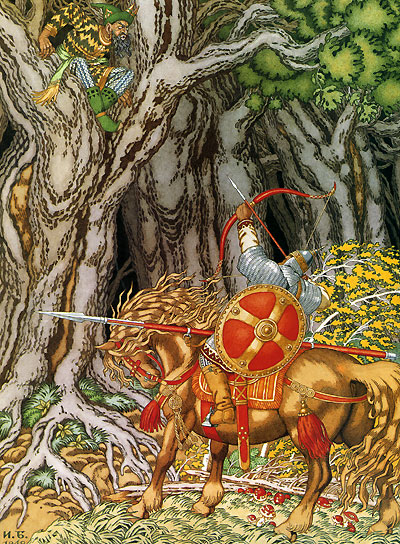
Билина про Іллю Муромця та Солов'я-розбійника, ілюстрація Івана Білібіна

Били́ни (стари́ни, ста́ринки) — жанр героїчного епосу. Билинні сюжети створені переважно в часи Київської Русі. Головні центри билинного епосу — Київ, Чернігів, Галич (давній) і Новгород Великий. Здебільшого билини прославляють подвиги народних героїв та богатирів і своїм сюжетом пов'язані з Києвом та князем Володимиром. Билини мають реальну історичну основу, прототипами героїв могли бути реальні історичні особи, сюжети із життя яких протягом тривалого часу обросли вигаданими рисами.
Найбільш популярними є билини про Іллю Муромця, Добриню Микитича та Олексія Поповича. Більшість билин була записана наприкінці 18-19 ст. на півночі Російської імперії, в Україні билинні сюжети збереглися в інших фольклорних жанрах. Зокрема, відомі українські народні казки про Іллю Муромця, думи про Олексія Поповича, пісні про Джурила.
Події, описані в билинах київського циклу, окрім російського фольклору, знайшли своє відображення в народному епосі карелів, скандинавських сагах, в давньобулгарськогому епосі, зокрема у «Легенді про доньку Шана».

## Особливості жанру
Билини — епічні речитативні пісні, які в княжі часи виконували в Україні народні співці-музики. Билинні наспіви дуже подібні до плавної, співучої народної мови. Основа їхньої музичної побудови — короткі поспівки, що повторюються багато разів. Билини виконували спокійно й наспівно один або кілька співців у супроводі гуслів або інших інструментів.
Для билин характерні яскраві та контрастні епітети, заперечні порівняння, тавтологічні звороти, потрійні повтори, метафоричність, повторення кінцівки попереднього віршового рядка на початку наступного, внутрішня рима в строфах.
Виникнення перших билин пов'язане з Києвом, Черніговом, Володимиром (на Волині), Галичем. Південну традицію билин зафіксовано і серед донських та кубанських козаків. До них вона перейшла внаслідок пізніших переселенських міграцій.
Билини поділяються на два головних цикли: київський і новгородський. Між ними є суттєві сюжетні відмінності. Герої київських билин — це богатирі, що служать київському князю Володимиру (в якому поєднано риси Володимира Великого і Володимира Мономаха), при цьому підкреслюється їхня християнська віра (Ілля Муромець, Олешко Попович, Добриня Микитич та інші). Герої новгородського циклу — це купці, гуслярі, чия діяльність пов'язана з Новгородом (Василь Буслаєв, Садко та інші). Вони не належать до княжих дружинників, які захищають кордони держави, а радше є ватагою шукачів пригод. Герої новгородських билин можуть протистояти Новгороду та церкві. Інші цикли: багатий міфологічними мотивами дохристиянський (про богатирів Микулу Селяниновича, Святогора, Вольгу Всеславича, які відображають мотиви переказів про київських князів Олега й Ольгу); волинсько-галицький (про князя Романа, Дюка (Дуку) Степановича, Чурила Пленковича, Михайла Козарина, Дуная та ін.); казково-новелістичний (про Гліба Володієвича, Соловія Будимировича (Гудимировича), Хотіня Блудовича, Івана Годиновича та ін.). У билинах фігурують Київ, Чернігів, Галич, Новгород та інші міста Київської Русі, відображена боротьба з кочівниками — «невірною силою».
Фольклористика минулого, зокрема більшовицька, розглядала билини як виключно російський народний епос, хоча в найдавнішому тематичному циклі билин розповідається про події, що відбувалися в стольному граді Києві, центральною постаттю яких був Володимир Красне Сонечко (звідси й альтернативна назва «Володимирський цикл»). У билинах, оповитих міфологічними домислами, гіперболізацією величі й сили героїв, ідеться про київських богатирів, захисників Києва від ворожих нападників на Русь (Калин-царя, Батоги (Батия), Кудреванка, Мамая) і просто від поган. Серед головних персонажів виділяються київські богатирі: Ілля Муромець, тіло якого, за згадкою оршанського старости Филона Кміти Чорнобильського, начебто поховане в Софії Київській; Добриня — дядько Володимира Святославовича, мудрий порадник князя, його мажордом; богатир-хлібороб, орач Микула Селянинович; Олешко Попович, який перемагає поганина Тугарина-Змія; галицький князь Чурило Пленкович, Іван Годинович, Михайло Потик та Дунай. У билинах розповідається про їхні родові справи та державні діяння.
Билини тематично поділяються на героїчні (більшість з яких і входить у київський цикл), соціально-побутові та новелістичні. Найдавніші відрізняються деталізованою епічною розповіддю обсягом близько 300 і більше віршових рядків. Епічна розповідь під гру на гуслях або без інструментального супроводу розгортається реченнєвими колонами, які є самостійними структурами чи сполучаються в більші віршові сегменти (нерідко — дворядкові) згідно із завершенням думки. Характерним для билин є тонічний вірш зі складочисловою основою 5+5, зі семискладовими групами, без чітко визначених акцентів.

## Історія жанру
На думку Всеволода Міллера, билини виникли в середовищі, близькому до київських князів; виконувалися спершу княжими та дружинними співцями. Київ, Новгород, Чернігів і Переяслав до їх розорення половцями могли бути центрами билинної творчості. Ці пісні складалися на замовлення та прославляли конкретних осіб. Внаслідок переслідування професійних співців церковною та світською владою, билини поширилися в селах, де стали жанром пісенного фольклору. У процесі тривалого побутування вони втратили прив'язаність до історичних подій або персонажів. Філарет Колесса вважав, що в билинах присутній віршовий розмір колядок. Тому вони мають дохристиянське коріння, доповнене впливом західноєвропейської лицарської поезії й скандинавських лицарських переказів ХІ–ХІІ ст. Марко Плісецький писав, що включення міфологічних елементів до епосу вказує на розпад руської міфології вже в Х–ХІІІ ст.
Верхня хронологічна межа історичних подій, відображених у билинах київського циклу, припадає на другу половину XIII ст., часи монгольської навали. На це вказує роль Києва як політичного центру Русі та згадки нових методів боїв, які застосовувалися проти кочівників. А саме такі деталі, що руські герої спершу вдаряють ворожих вершників палицею (булавою), а потім добивають списом.
Внаслідок монгольської навали в XIII—XIV ст. билини були занесені скоморохами в далекі, окраїнні землі княжої держави, поширилися на Уралі й у Сибіру. В Україні на зміну цьому старовинному епосу прийшли козацькі думи, пісні, легенди про боротьбу з турками, татарами та польськими загарбниками в XVI—XVII ст.
В Україні билини побутували до початку XVII ст., після чого, як вважає більшість учених, їх було витіснено думами. Залишки билинних сюжетів збереглися в українських героїчних казках про Добриню, Іллю Муромця, шелудивого Буняка, Котигорошка, Тугарина-Змія, а також у колядках. На цьому наголошували також Олексанр Потебня, Михайло Драгоманов, Філарет Колесса, Марко Плісецький. У другій половині XIX ст. в Суразькому повіті Чернігівської губернії записано билину «Севрюк». Майже ідентичну за текстом билину зафіксовано в Полтавській губернії. Билину «Голубина книга» (про створення світу) з пережитками язичницьких вірувань було записано ще в 1834 році в с. Осташки (тепер — Хмельницької обл.). Початок рецитації на таку саму тему зафіксовано в 1968 році в Карпатах, у с. Космач Івано-Франківської області від літньої жінки Гафії Костюк (1902 року народження).
Термін билина у 30-40-х роках XIX століття запровадив російський фольклорист Іван Сахаров. Він запозичив його зі «Слова о полку Ігоревім». Слово былина у цій поемі означає «билиця», «бувальщина», тобто, подія, що відбулася насправді.
Традиційна народна назва билин — «старини» або «старинки». В дослідженнях вживалися й інші терміни — «історичні», «билеві пісні», «богатирський епос».

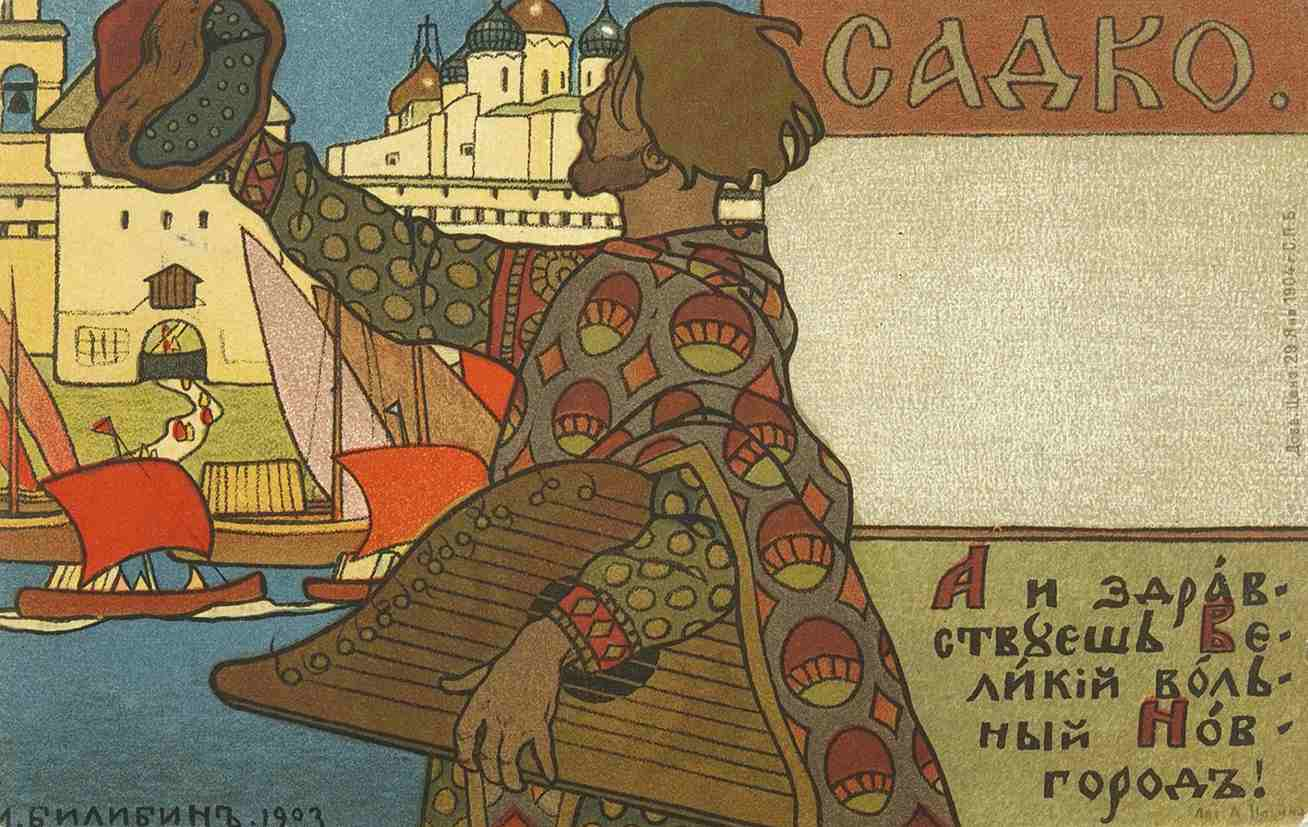
Садко, ілюстрація Івана Білібіна, 1903 р.

Тривалий час вважалося, що на території України билини не збереглися. Але, як стверджує Валерій Шевчук, відомо вісім українських билин. За своєю віршованою формою вони певною мірою відрізняються від билин російської традиції, наближаючись до форми традиційних українських дум. Проте, в українській традиції немає такої кількості варіантів билин, як у російській, бо низка паралельних сюжетів отримала свій розвиток у казках.
Більшість російських учених, особливо радянського часу, схильна зараховувати билини виключно до великоруського фольклору. Безпідставність такої позиції переконливо довів Михайло Грушевський у своїй «Історії української літератури», четвертий том (книга 1) якої майже повністю присвячений зв'язкам билинної поезії з епохою Київської Русі і також з українською фольклорною традицією. Згідно з висновками Володимира Проппа, великоруський фольклор містив лише один цикл билин — київський. В радянському літературознавстві билини описувалися як результат народної селянської творчості, що ігнорує історичні події і зображає ідеалізоване минуле. Аристократичне походження билин заперечувалося з 1930-х років.
Згадки в літописах і виразні сліди билинного епосу в інших жанрах українського фольклору (запис лірницької пісні про Іллю Муромця з Волині, дума про Олексія Поповича, образ Джурили-Чурила в коломийках і весільних піснях, перегуки билини про Солов'я Гудимировича з весільними піснями й колядками, паралелі билини про Михайла й Золоті Ворота з легендою та ін.) свідчать, що основні цикли билин уперше зародилися й існували на вітчизняному ґрунті і серед предків теперішніх українців. Писемні джерела XVI ст. свідчать також, що в Україні у той час знали билини. В записках іноземців можна знайти згадки про богатирів, зокрема про Чурила та Іллю Муромця (Марцін Бельський, Гербіній, Миколай Рей, Еріх Лясота та ін.). Можна, припустити, що саме тоді билини виходили з ужитку у зв'язку з розвитком нового епосу — дум. Характерно, що пейзаж билин і репертуар згадуваних у них рослин і тварин досі має степовий український характер.
У 1930-1950-і роки в СРСР робилися спроби відродження билин під назвою «новини» (як протилежність старин). В них типові фольклорні образи замінені на радянських діячів: Леніна, Сталіна, Чапаєва, Ворошилова та інших. Новини видавалися за новітній фольклор, який самостійно виник у народі, проте ініціаторами були фольклористи, що пропонували сільським виконавцям готові шаблони текстів. Відомими виконавцями новин були Марфа Крюкова та Пьотр Рябінін-Андрєєв. Після смерті Сталіна новини, як і весь «сталінський фольклор», засуджувалися і перестали продукуватися.

## Відомі билини

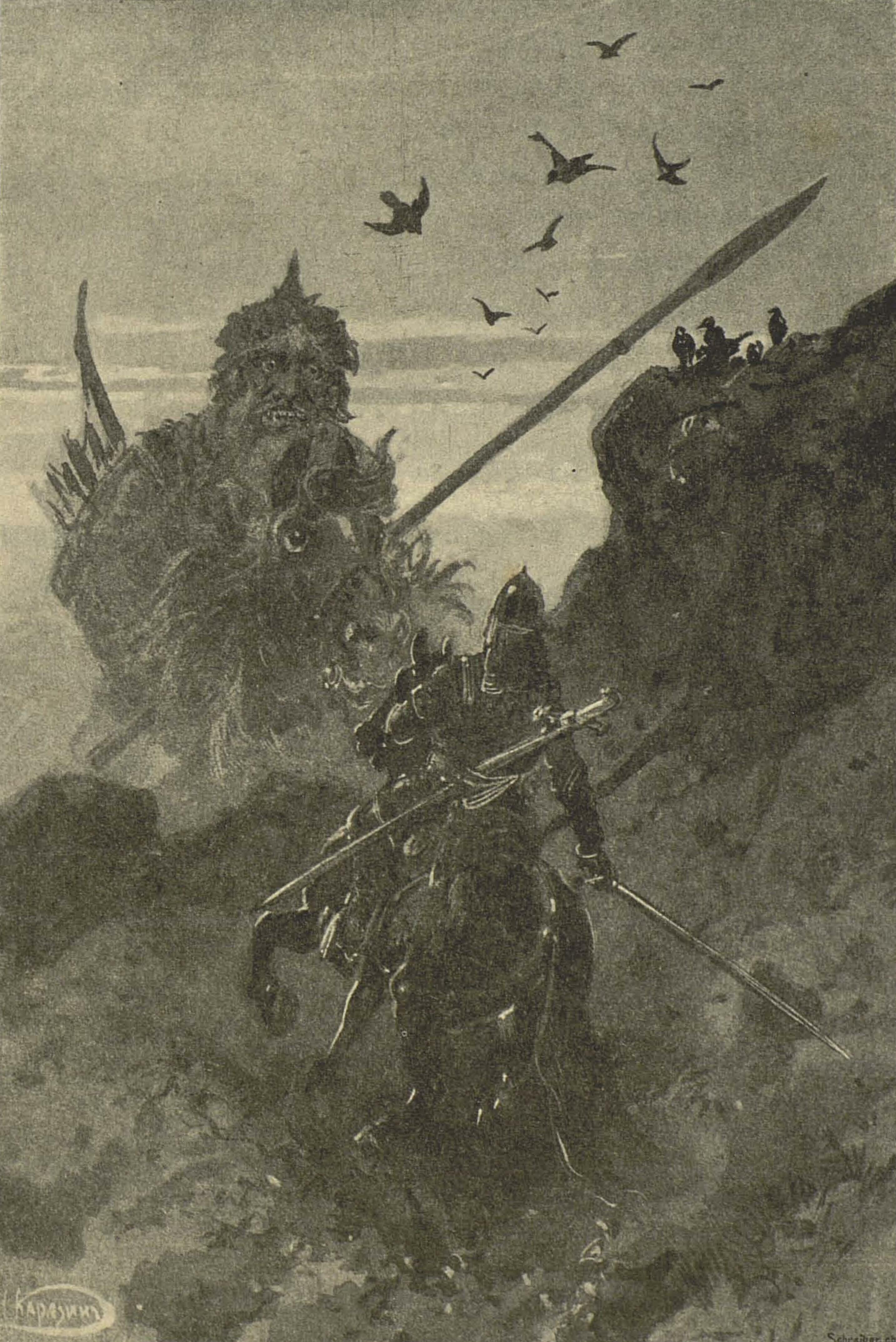
Дюк Степанович проти Шарка, гравюра 1912 р.

### Київський цикл[21]
- Зцілення Іллі Муромця
- Три поїздки Іллі Муромця
- Бій Іллі Муромця з сином
- Бунт Іллі проти Володимира
- Ілля Муромець і Калин-цар
- Ілля Муромець і Святогор
- Ілля Муромець і Соловей-розбійник
- Ілля Муромець та Ідолище в Києві
- Ілля Муромець та Ідолище в Царграді
- Волх Всеславич
- Вольга
- Микула і Вольга
- Добриня і Змій
- Добриня сватає наречену князеві Володимиру
- Бій Дуная з Добринею
- Дюк Степанович
- Михайло Данилович
- Михайло Казарянин
- Михайло Потик
- Олексій Попович
- Ставр Годинович
- Чурило Полонкович

### Новгородський цикл[22]
- Садко
- Василь Буслаєв і новгородці
- Смерть Василя Буслаєва

### Український героїчний епос на основі билин[23]
- Богатир і кінь (Богатир та кінь)
- Богатир на Азовському морі
- Богатир на лимані
- Бориня-змієборець
- Бунякове замчище
- Ведмеше ушко
- Велетні та маленькі люди
- Герой звільняє три царівни
- Добриня і Змій
- Єруслан Лазаревич
- Золоті київські ворота
- Іван — мужичий син
- Іван Білокрис
- Іван Вечірній, Іван Північний та Іван Зорьовий
- Ілля Мурин
- Ілля Муромець і Святогор
- Ілля Швець і Змій
- Кирило Кожум'яка
- Михайло і Золоті ворота
- Настина могила
- Про Іллю Муромця та Соловія
- Про Котигорошка
- Сто сімдесят і один богатир

## Значення
Билини стали початком формування української епіки. Билини вплинули на професійну музику, сприяючи розвитку у ній героїко-епічних мотивів. Сюжети та мелодії билин використовували композитори — Антон Аренський, Рейнгольд Глієр, Олександр Гречанінов, Микола Лисенко, Модест Мусоргський, Петро Ніщинський, Микола Римський-Корсаков, Борис Лятошинський, Євген Юцевич та інші.

## Російські билини
Російські билини — це новгородська інтерпретація епічних сюжетів. Не зазнавши спустошливих монголо-татарських нападів, новгородці зберегли залишки давньокиївського епосу. Переселившись на північ Росії, билини закріпилися в російському епосі. Вони відомі й поміж козацького населення Кубані. На півдні Русі їх замінили думи — реакція на нову хвилю татарської й турецької навали на південноруські землі.
На сьогодні нараховується близько 2500 текстів. Час виникнення цих билин достеменно невідомий, але точно не раніше XV ст., Найбільш ймовірно, це — кінець XVII — XVIII століття. Місцем виникнення билин є ті регіони колишніх Олонецької та Архангельської губерній, що були свого часу колонізовані вихідцями з новгородських земель. Частина билин була записана також у Західному Сибіру.
Цікаво, що у російських билинах головні герої хоча й перебувають на службі у Києві у князя Володимира, але походять родом з території сучасної Росії, на той час далекої периферії Київської Русі, причому тільки місце народження Альоші Поповича, місто Ростов, дійсно існувало за часів князювання Володимира Великого. Місце народження Іллі Муромця, село Карачарово під Муромом, відоме з XVII ст., а місце народження Добрині Микитича, місто Рязань, з 1096 р. В деяких російських варіантах билин батьківщиною Добрині називається навіть Казань, татарське місто, яке стало російським тільки 1552 р., після завоювання Іваном Грозним.